# The Real Jane Austen
The Real Jane Austen är en brittisk TV-film från 2002 i regi av Nicky Pattison. En dramatiserad dokumentär om författaren Jane Austens liv.

## Rollista i urval
- Anna Chancellor - berättare
- Gillian Kearney - Jane Austen
- John Standing - herr Austen
- Lara Harvey - Jane Austen som barn
- Phyllis Logan - fru Austen
- Danielle Green - Cassandra Austen som barn
- Lucy Cohu - Cassandra Austen
- Judith French	- Janes lärare
- Oliver Chris - Tom Lefroy
- Wendy Craig - tant Lefroy
- Beth Winslet - Fanny Knight
- Jack Davenport - Henry Austen
- Ben Illis - James Austen
- Patrick Connolly - Harris Bigg